# Ubisort
Ubisort (tiếng Tây Ban Nha: Unión de Bienestar Social de la Región Triqui) là một nhóm bán quân sự ở Oaxaca, México, có liên hệ với đảng Cách mạng Thể chế (PRI).
Năm 2008, hai phụ nữ người Trique đã bị dân quân Ubisort bắn hạ trong một vụ tấn công được cho là có sự hỗ trợ từ chính phủ.
Vào ngày 26 tháng 4 năm 2010, một số nhà hoạt động nhân quyền trên đường đến San Juan Copala, khu vực chịu sự phong tỏa bán quân sự kể từ tháng 1, đã bị phục kích bởi một nhóm người người được cho là dân quân của Ubisort cùng với dân quân của MULT. 2 người đã thiệt mạng và 12 người mất tích. San Juan Copola sau đó đã tuyên bố quyền tự trị, khiến cho chính phủ giận dữ.
Lực lượng bán quân sự cho phép cảnh sát đưa hai thi thể ra khỏi khu vực. Hai nạn nhân được xác định là Alberta “Bety” Cariño, người đứng đầu của CACTUS (Centro de Apoyo Comunitario Trabajando Unidos, một tổ chức cộng đồng ở Oaxaca), và Jyri Jaakkola, một quan sát viên đến từ Phần Lan. Cảnh sát bang Oaxacan trong khu vực đã từ chối giải cứu những người bị thương "vì họ không có lệnh từ Nhà nước."